# Miss International 1975
Miss International 1975, quindicesima edizione di Miss International, si è tenuta presso Okinawa, in Giappone, il 3 novembre 1975. La jugoslava Lidija Manić è stata incoronata Miss International 1975.

## Risultati

### Piazzamenti
| Risultato finale        | Concorrente |
| ----------------------- | --- |
| Miss International 1975 | - Jugoslavia - Lidija Manić |
| 2ª classificata         | - Finlandia - Eeva Mannerberg |
| 3ª classificata         | - India - Indira Bredemeyer |
| 4ª classificata         | - Stati Uniti - Patricia Bailey |
| 5ª classificata         | - Brasile - Lisane Guimarães |
| Semifinaliste           | - Australia - Alison McKean - Belgio - Liliane Walschaers - Colombia - Alina Botero López - Corea del Sud - Lee Hyang-mok - Filippine - Jaye Antonio Murphy - Francia - Isabelle Krumacker - Giappone - Sumiko Kumagai - Lussemburgo - Martine Wagner - Paesi Bassi - Nannetje Nielen - Svezia - Kerstin Olsson |

### Riconoscimenti speciali
| Riconoscimento        | Concorrente                          |
| --------------------- | ------------------------------------ |
| Miss Photogenic       | - Francia - Isabelle Nadia Krumacker |
| Miss Friendship       | - Danimarca - Lone Degn Olsen        |
| Best National Costume | - Messico - Margarita Vernis         |

## Concorrenti
- Argentina - Graciela Silvia Massanes Marne
- Australia - Alison Leigh McKean
- Austria - Rosemary Holzschuh
- Belgio - Liliane Marie Walschaers
- Bolivia - Rosario Maria del Blanco
- Brasile - Lisane Guimarães Távora
- Canada - Normande Jacques
- Cile - Ana Maria Papic Marinovic
- Colombia - Alina Maria Botero López
- Corea del Sud - Lee Hyang-mok
- Costa Rica - Maria Lidieth Mora Badilla
- Danimarca - Lone Degn Olsen
- Filippine - Jaye Antonio Murphy
- Finlandia - Eeva Kristiina Mannerberg
- Francia - Isabelle Nadia Krumacker
- Germania - Sigrid Silke Klose
- Giappone - Sumiko Kumagai
- Grecia - Maria Tzobanaki
- Guam - Clarissa Perez Duenas
- Hawaii - Sandra A. Silva
- Honduras - Ligia Yolanda Caballero Cárdenas
- Hong Kong - Conny Kwan Suk-Fun
- India - Indira Maria Bredemeyer
- Indonesia - Yayuk Rahayu Sosiawati
- Irlanda - Nuala Holloway
- Islanda - Thorbjorg Gardarsdóttir
- Italia - Silvana Coppa
- Jugoslavia - Lidija Vera Manic
- Libano - Ramona Karam
- Lussemburgo - Martine Anne Wagner
- Malaysia - Jenny Tan
- Malta - Mary Louis Elull
- Messico - Margarita Vernis
- Nicaragua - Myra Barquero Robleto
- Nuova Zelanda - Miranda Grace Hilton
- Paesi Bassi - Nannetje Johanna Nielen
- Porto Rico - Gladys Salgado Castillo
- Regno Unito - Sharon Jermyn
- Singapore - Jenny Tan Gwek Eng
- Spagna - Maria Teresa Maldonado Valle
- Sri Lanka - Salangshaala Jerrie Ahlip
- Stati Uniti - Patricia Lynn Bailey
- Svezia - Kerstin Anita Olsson
- Svizzera - Isabelle Cathrine Michel
- Tahiti - Moea Marie-Therese Amiot
- Turchia - Nur Fedakar
- Uruguay - Stella Barrios
- Venezuela - Maria del Carmen Yamel Díaz Rodríguez